# Wilfred Bungei
Wilfred Kipkemboi Bungei (Kabirirsang, 24 luglio 1980) è un ex mezzofondista keniota, specializzato negli 800 metri piani.
In carriera ha conquistato la medaglia d'oro olimpica ai Giochi di Pechino 2008, l'argento mondiale ad Edmonton 2001 e il titolo mondiale indoor a Mosca 2006.

## Biografia
Bungei si è diplomato alla Samoei High School nel 1998, anno in cui si aggiudica anche un argento ai Mondiali juniores di Annecy.
Tre anni dopo ha partecipato ai Mondiali di Edmonton dove conquista la medaglia d'argento, preceduto dallo svizzero André Bucher.
Dopo essere stato numero uno nelle liste mondiali nel 2002, con il tempo di 1'42"34 che fu nuovo primato personale e quinta prestazione di sempre, e nel 2003, ha rappresentato il suo paese ai Giochi olimpici di Atene 2004 classificandosi quinto a sette decimi dalla medaglia di bronzo, nonché cugino di secondo grado, Wilson Kipketer.
Altri piazzamenti a livello internazionale sono il quarto posto ai Mondiali di Helsinki nel 2005 e il quinto a quelli di Osaka nel 2007.
Nel 2006 insieme a Joseph Mutua, William Yiampoy ed Ismael Kombich ha stabilito il record mondiale della staffetta 4×800 metri. Attualmente risiede a Bussolengo.

## Record mondiali

### Seniores
- Staffetta 4×800 metri: 7'02"43 ( Bruxelles, 25 agosto 2006) (Joseph Mutua, William Yiampoy, Ismael Kombich, Wilfred Bungei)

## Palmarès
| Anno | Manifestazione    | Sede       | Evento      | Risultato | Prestazione | Note                                     |
| ---- | ----------------- | ---------- | ----------- | --------- | ----------- | ---------------------------------------- |
| 1998 | Mondiali juniores | Annecy     | 800 m piani | Argento   | 1'47"53     |                                          |
| 2001 | Mondiali          | Edmonton   | 800 m piani | Argento   | 1'44"55     |                                          |
| 2003 | Mondiali indoor   | Birmingham | 800 m piani | Bronzo    | 1'46"54     |                                          |
| 2004 | Giochi olimpici   | Atene      | 800 m piani | 5º        | 1'45"31     |                                          |
| 2005 | Mondiali          | Helsinki   | 800 m piani | 4º        | 1'44"98     |                                          |
| 2006 | Mondiali indoor   | Mosca      | 800 m piani | Oro       | 1'47"15     |                                          |
| 2007 | Mondiali          | Osaka      | 800 m piani | 5º        | 1'47"42     |                                          |
| 2008 | Giochi olimpici   | Pechino    | 800 m piani | Oro       | 1'44"65     | Miglior prestazione personale stagionale |

## Campionati nazionali
2000
- 5º ai campionati kenioti, 800 m piani - 1'47"3

2001
- Argento ai campionati kenioti, 800 m piani - 1'44"79

## Altre competizioni internazionali
2000
- 5º all'Athletissima ( Losanna), 800 m piani - 1'45"37

2001
- 7º alla Grand Prix Final ( Melbourne), 800 m piani - 1'47"79
- Argento all'ISTAF Berlin ( Berlino), 800 m piani - 1'44"01
- 5º al Meeting de Paris ( Parigi), 800 m piani - 1'44"25
- 5º all'Athletissima ( Losanna), 800 m piani - 1'44"83
- Oro ai Bislett Games ( Oslo), 800 m piani - 1'44"91

2002
- Oro all'ISTAF Berlin ( Berlino), 800 m piani - 1'44"62

2003
- Oro alla World Athletics Final ( Monaco), 800 m piani - 1'45"97
- Oro al Memorial Van Damme ( Bruxelles), 800 m piani - 1'42"52
- Argento all'ISTAF Berlin ( Berlino), 800 m piani - 1'44"73

2004
- 6º alla World Athletics Final ( Monaco), 800 m piani - 1'46"45

2005
- Oro alla World Athletics Final ( Monaco), 800 m piani - 1'47"05

2006
- Bronzo alla World Athletics Final ( Stoccarda), 800 m piani - 1'47"22

2007
- 6º al Golden Gala ( Roma), 800 m piani - 1'46"59

2008
- 4º all'Athletissima ( Losanna), 800 m piani - 1'45"31
- 7º al Memorial Van Damme ( Bruxelles), 800 m piani - 1'46"01